# Tubiclavoides
Tubiclavoides is een geslacht van neteldieren uit de familie van de Tubiclavoididae.

## Soort
- Tubiclavoides striatum Moura, Cunha & Schuchert, 2007